# Vestpreussen
Vestpreussen er et historisk landskab som ligger i dagens Polen. Vestpreussens største by er Gdańsk (tidligere Danzig).
Vestpreussen blev erobret af den tyske orden i 1308. Området var under ordenens kontrol frem til 1466, da området gennem den anden fred i Thorn faldt til Polen. Vestpreussen blev efter dette kaldt Det kongelige Preussen, for at skille det fra Det hertugelige Preussen.
I 1772 blev Vestpreussen en del af Kongeriget Preussen. Efter at Kongeriget Preussen blev en del af det tyske kejserrige i 1871, blev dermed også Vestpreussen en del af nationalstaten Tyskland.
Efter 1. verdenskrig måtte Vestpreussen afstås til den nyoprettede stat Polen. Vestpreussen blev reannekteret af Tyskland i 1939, og senere givet navnet Danzig-Vestpreussen, og reannekteret af Polen i 1945. Området ligger i dag i voivodskabet Pommern.
| Historie | Spire Denne historieartikel er en spire som bør udbygges. Du er velkommen til at hjælpe Wikipedia ved at udvide den. |